# Jean-Jacques Lévêque
Jean-Jacques Lévêque, né à Vailly-sur-Aisne le 14 octobre 1931 et mort le 5 décembre 2011 à Paris, est un historien et critique d'art français. 

## Biographie
Ancien élève de l’École du Louvre, historien et critique d'art, il a écrit des articles pour les Nouvelles littéraires, le Nouveau journal, le Quotidien de Paris, le Quotidien du médecin et a été chroniqueur pour France culture.
Il a fait partie du comité de direction de la revue Opus International et a créé la revue Sens plastique (1959-1961).
Il a également été directeur littéraire chez Horay dans les années 1980.
Il est l'auteur de deux romans, Tentative pour un itinéraire et L’aménagement du territoire, et de nombreuses monographies.
Fin 2007, il commence un blog sur la littérature, l'histoire et les arts plastiques qu'il alimentera régulièrement jusqu'à la fin.
Il meurt le 5 décembre 2011,.

## Publications
- Tentative pour un itinéraire, Mercure de France, 1er janvier 1966, 112 p. (ISBN 9782715239753, lire en ligne)
- L’aménagement du territoire, Mercure de France, 1er janvier 1967, 196 p. (ISBN 9782715239739, lire en ligne)[7]
- Matisse, Bordas, 4 avril 1968, 59 p. (ISBN 9782047607114, lire en ligne)[11]
- Olivier Brice, Horay, 1er janvier 1976, 64 p. (ISBN 9782705803957)
- Jean Couy, Horay, 1er janvier 1977, 64 p. (ISBN 9782705803964)
- Edgar Degas, Siloë, 1er janvier 1978, 167 p. (ISBN 9782850540059)
- Piranèse, Siloé, 1er janvier 1980, 182 p. (ISBN 9782850540219)
- Guide des parcs et jardins de Paris et de la région parisienne, Horay, 1er janvier 1980, 330 p. (ISBN 9782705800949)
- Monet, Siloë, 1er février 1980, 168 p. (ISBN 9782850540233)
- Michel-Ange, Editions de Vergeures, 1er janvier 1982
- Paris, Horay, 1er janvier 1982, 201 p. (ISBN 9782705801212)
- Fragonard, Siloë, 31 décembre 1982, 174 p. (ISBN 9782850540271)
- L'Hôtel de ville de Paris, une histoire, un musée, Horay, 1er janvier 1983, 256 p. (ISBN 9782705801243)
- Manet, Siloé, 1er janvier 1983, 156 p. (ISBN 9782850540288)
- L'Ecole de Fontainebleau, Ides et Calendes, 1er janvier 1984, 280 p. (ISBN 9782825800126)
- Artaud, Veyrier, 1er janvier 1985, 200 p. (ISBN 9782851993519)
- Marcel Béalu, Fanlac, 1er janvier 1986
- La Vie et l’Œuvre de Jean-Honoré Fragonard, ACR Édition, 1er janvier 1987, 240 p. (ISBN 9782867700224)
- La Vie et l’Œuvre de : Paul Cézanne, ACR Edition, 1er janvier 1988, 240 p. (ISBN 9782867700323, lire en ligne)
- La Vie et l’Œuvre de Nicolas Poussin, ACR Édition, 1er janvier 1988, 240 p. (ISBN 9782867700309)
- La Peinture amoureuse, Liana Levi, 1er janvier 1988, 192 p. (ISBN 9782867460425)
- Jean-Jacques Lévêque et Alin Avila, Le Mur de Berlin, AREA, 1er janvier 1988, 56 p. (ISBN 9782907334020)
- La Vie et l'oeuvre de Jacques-Louis David, ACR Édition, 1er janvier 1989, 240 p. (ISBN 9782867700361)
- Gustav Bolin, Chêne, 1er janvier 1990, 172 p. (ISBN 9782851087034)
- Ferdinand Parpan, sculpteur, Amateur, 1er janvier 1990, 192 p. (ISBN 9782859170929)
- Les années impressionnistes : 1870-1889, ACR édition, 1er janvier 1990, 660 p. (ISBN 9782867700422, lire en ligne)
- Jean Raine, peintures, la Différence, 1er mars 1991, 78 p. (ISBN 9782729105204)
- La Vie et l’Œuvre de : Nicolas Poussin, ACR Édition, 15 août 1991, 240 p. (ISBN 9782867700309)
- De l'impressionnisme à l'art moderne, les années de la Belle Epoque : 1890-1914, ACR Édition, 1991, 728 p. (ISBN 9782867700484, lire en ligne)
- Les Années folles, le triomphe de l'art moderne, ACR Édition, 1er janvier 1992, 660 p. (ISBN 9782867700545, lire en ligne)
- Guide de la Révolution française : les lieux, les monuments, les musées, les hommes, Pierre Horay, 8 janvier 1992, 280 p. (ISBN 9782705801953)
- Nicolas Poussin, le poète de la rigueur, 1594-1665, ACR Édition, 10 octobre 1994, 192 p. (ISBN 9782867700699, lire en ligne)
- Olivier Debré, journal d'un été, A. Biro, 16 juin 1995, 64 p. (ISBN 9782876601710)
- Paul Cézanne, le précurseur de la modernité, ACR Edition, 15 septembre 1995, 192 p. (ISBN 9782867700729, lire en ligne)
- Paul Verlaine. Le poète orageux, 1844-1896, ACR Edition, 17 septembre 1996, 192 p. (ISBN 9782867700828, lire en ligne)
- Henri Fantin-Latour : Un peintre intimiste 1836-1904, ACR Edition, 17 septembre 1996, 192 p. (ISBN 9782867700927, lire en ligne)
- Madame de Sévigné, ou, La saveur des mots, 1626-1696, ACR Edition, 17 septembre 1996, 192 p. (ISBN 9782867700668, lire en ligne)
- Jean de La Fontaine, le conteur fabuleux, 1621-1695, ACR Édition, 17 septembre 1996, 192 p. (ISBN 9782867700880, lire en ligne)
- La Vie et l’Œuvre de : Gustave Caillebotte, ACR Edition, 17 septembre 1996, 192 p. (ISBN 9782867700705, lire en ligne)[12]
- L'Aube de l'impressionnisme, ACR Édition, 17 septembre 1996, 660 p. (ISBN 9782867700583, lire en ligne)
- Vincent Van Gogh : Les Chemins du soleil, ACR Edition, 15 mars 1998, 192 p. (ISBN 9782867701108)
- Jean-Pierre Corne, les bornes du silence, Aittouarès, 15 mars 1998, 48 p. (ISBN 9782950911322)
- Paris plaisir, ACR Édition, 16 avril 1998, 288 p. (ISBN 9782867701092)
- L'aventure de l'impressionnisme, ACR Édition, 29 mai 1998, 192 p. (ISBN 9782867701085)
- Jean-Jacques Lévêque et Per Hovdenakk, Pierre Wemaëre : promenade autour de Wemaëre, Cercle d'Art, 22 octobre 1998, 174 p. (ISBN 9782702205457)
- Vie et histoire du XIIIe arrondissement de Paris, Editions Hervas, janvier 1999, 160 p. (ISBN 9782903118327)
- L'école de Fontainebleau, Ides et Calendes, 1er février 1999, 280 p. (ISBN 9782825800126)
- Honoré Daumier : 1808-1879 : les dessins d'une Comédie humaine, ACR Edition, 1er décembre 1999, 192 p. (ISBN 9782867701269)
- Musée du Louvre, ACR Edition, 25 septembre 2000, 191 p. (ISBN 9782867701207)
- Versailles, le palais de la Monarchie, le musée de la Nation, ACR Édition, 25 septembre 2000, 192 p. (ISBN 9782867701313)
- L'Art et la Révolution française, 1789-1804, Ides et Calendes, 22 mai 2001, 328 p. (ISBN 9782825800195)
- Nicolas Frichot, photographies 1989-1999, Ides et Calendes, 25 mai 2001, 117 p. (ISBN 9782825801369)
- Henri de Toulouse-Lautrec : reporter de son époque, (1864-1901), ACR Edition, 7 septembre 2001, 192 p. (ISBN 9782867701467)
- Le musée d'Orsay, ACR Edition, 30 octobre 2001, 192 p. (ISBN 9782867701474)
- Wols, Ides et Calendes, 2 avril 2002, 128 p. (ISBN 9782825801833)
- Corneille, Ides et Calendes, 8 avril 2002, 138 p. (ISBN 9782825801826)
- Paul Gauguin, l'oeil sauvage (1848-1903), ACR Édition, 16 octobre 2002, 191 p. (ISBN 9782867701573)
- Edouard Vuillard : le monde du silence, 1868-1940, ACR Edition, 1er janvier 2003, 192 p. (ISBN 9782867701641)
- Jean-Jacques Lévêque et Ahmed-Chaouki Rafif, Claude Monet : L'oeil ébloui (1840-1926), 1er septembre 2004, 192 p. (ISBN 9782867701689)
- Klimt - Kokoschka : Schiele : Un monde crépusculaire, ACR Edition, 1er septembre 2005, 192 p. (ISBN 9782867701757)
- Henri Rousseau Le Douanier (1844-1910) : Les livres de la jungle, ACR Edition, 15 février 2006, 192 p. (ISBN 9782867701788)
- Camille Pissarro (1830-1903) : Le bonheur de peindre, ACR Edition, 24 février 2006, 192 p. (ISBN 9782867701795)
- Maurice Denis : 1870-1943 Le peintre de l'âme, Paris, ACR Edition, 31 juillet 2006, 192 p. (ISBN 9782867701818)
- (en) John Christoforou : Dessins, Paris, Somogy, 22 mars 2007, 119 p. (ISBN 9782757200674)